# Masashi Wada
Masashi Wada (和田昌士 Wada Masashi?, Yokohama, Kanagawa, 11 de abril de 1997) es un futbolista japonés que juega como delantero en el SC Sagamihara de la J3 League de Japón.

## Clubes
| Club                      | País  | Año   |
| ------------------------- | ----- | ----- |
| Yokohama F. Marinos       | Japón | 2015- |
| Renofa Yamaguchi (cedido) | Japón | 2017  |
| Blaublitz Akita (cedido)  | Japón | 2019  |
| SC Sagamihara (cedido)    | Japón | 2020- |